# Toensbergia
Toensbergia is een geslacht van korstmossen dat behoort tot de orde Rhizocarpales van de ascomyceten. De typesoort is Toensbergia leucococca.

## Soorten
Volgens Index Fungorum telt het geslacht drie soorten (peildatum april 2022):
| Soortnaam               | Auteur(s)                     | Publicatiejaar |
| ----------------------- | ----------------------------- | -------------- |
| Toensbergia blastidiata | T. Sprib. & Tønsberg          | 2020           |
| Toensbergia geminipara  | (Th. Fr.) T. Sprib. & Resl    | 2020           |
| Toensbergia leucococca  | (R. Sant.) Bendiksby & Timdal | 2013           |